# 소명 2 - 모겐족의 월드컵
"소명 2 - 모겐족의 월드컵"은 한국에서 제작된 신현원 감독의 2010년 다큐멘터리 영화이다. 강성민 등이 주연으로 출연하였고 신현원 등이 제작에 참여하였다.

## 출연

### 주연
- 강성민
- 모겐족 아이들
- YOK
- 장미연
- 강진주
- 김성주

## 기타
- 제작부: 박완수
- 나레이션녹음: 정민주
- 사운드수퍼바이저: 장철호
- 음악부문: 이지영
- 음악부문: 민경원
- 종합편집: 정승구
- 사진: 고천윤
- 사진: 정진석